# Populiculture
La populiculture est le nom donné à diverses sortes de culture en peuplements artificiels de peupliers (Populus sp.) ; à la frange située entre agriculture et sylviculture. Leur gestionnaire est dit « populiculteur ».
Leur facilité de plantation, leur croissance rapide, conjuguée à une affinité naturelle pour des biotopes très humides, mais non marécageux, en font une des essences les plus cultivées en France, en Belgique et aux Pays-Bas et dans de nombreuses anciennes zones humides.

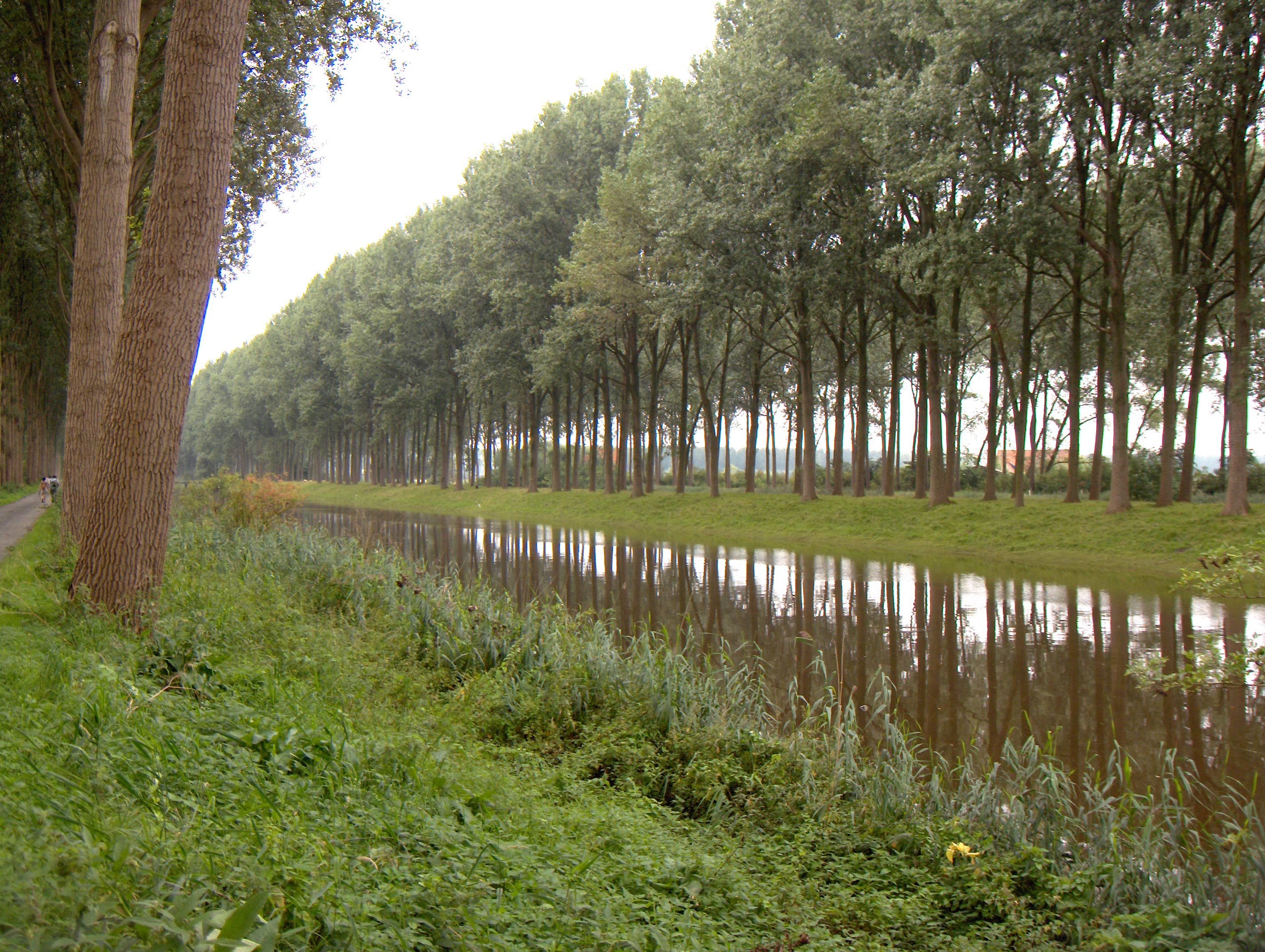
Les propriétaires ou gestionnaires de canaux (dont VNF en France) louent parfois leurs berges ou abords à des populiculteurs. Ces arbres, typiques des paysages de canaux servaient notamment autrefois à la production d'allumettes

Pour doper leur croissance, les peupliers (des variétés ou cultivars issus de l’hybridation entre peupliers
d’origines européenne ou américaine, généralement d'abord sélectionnés pour leur croissance rapide) sont parfois plantés sur un sol préparé par un sous-solage ou un labour, souvent après désherbage et parfois avec épandage d'engrais et drainage avec des techniques évoquant plus l'agriculture que la sylviculture.

## Deux principales filières
En production de bois-matériau, la « révolution » (période comprise entre la plantation et l'abattage) du peuplier  était autrefois d'une cinquantaine d'années. Avec les nouveaux clones et hybrides sélectionnés pour leur productivité elle tend à se rapprocher de la vingtaine d'années, voire de 15 ans, mais les variétés à croissance très rapide sont souvent sensibles à diverses maladies dont la rouille du peuplier .
Les débouchés sont la fabrication d'emballages légers (cagettes, boîtes de fromage, etc.) et du contreplaqué, la papeterie et la fabrique de panneaux de particules, les plus grosses billes servant à la fabrication de placages et contreplaqués (bois déroulé).
C'est une des rares essences qu'un même propriétaire peut planter et récolter durant son existence, voire plusieurs fois dans son existence.

## Révolution
La sélection de cultivars à croissance de plus en plus rapide a divisé par deux au moins la révolution des peupleraies.
Des peupliers transgéniques sont ou ont été testés, en Amérique du Nord, en France notamment, avec des peupliers destinés à produire de l'énergie et des peupliers potentiellement destinés à la papeterie,, on a testé la conduite en courtes (TCR : taillis courte rotation) ou TTCR (taillis très courtes rotations), en récolte à 4 ou 5 ans, suivie de repousse en recépage .
Avec le développement de la filière bois énergie, des organismes de recherche se sont intéressés à la conduite du peuplier en TCR (taillis à courte rotation, 6 à 8 ans) et en TTCR (taillis très courte rotation, de 2 à 3 ans). Récoltée grâce à une ensileuse adaptée, la peupleraie est alors broyée finement pour sa production de biomasse. Abandonné un temps du fait d'une faible rentabilité et de la concurrence du saule, la flambée du coût de l'énergie pourrait relancer les essais sur ce mode de conduite qui n'est d'ailleurs pas spécifique au peuplier.
En monocultures aussi intensives, il présente toutefois l'inconvénient d'épuiser le sol et de favoriser les attaques de certains champignons ou insectes normalement ou anormalement associés à ces peupliers, mais susceptibles de pulluler en condition de culture intensive, et auxquels les peupliers à haut rendement sont souvent plus vulnérables.
Des expériences d'épandages de boues d'épuration (sèches ou liquides) sur populiculture sont conduites dans divers pays depuis plusieurs décennies.

## Peuplier et environnement
En peuplements monospécifiques et équiennes (d'un même âge) les peupleraies peuvent cependant être très vulnérables aux maladies, défoliations, de même qu'aux tempêtes ou sécheresses.
La peupleraie est souvent présentée comme préjudiciable aux milieux où elle s'installe, pas tant à cause de l'essence elle-même, que du fait qu'il y est conduit en monocultures équiennes, souvent monoclonale et souvent sur des zones agricoles. Ces trois conditions défavorisent l'expression de la biodiversité et de l'écopotentialité de la station, tout en favorisant les maladies contagieuses d'arbre en arbre, et la pullulation d'insectes phytophages (dont défoliateurs). En particulier, les rouilles du peuplier ont pris une ampleur inégalée dans plusieurs régions françaises depuis les années 1990.
Ces problèmes ont parfois entrainé l'utilisation massive de pesticides en poudrage ou pulvérisation aériennes ou à partir du sol en 1952, avec autrefois utilisation de pesticides hautement toxiques et non dégradables comme l'arséniate de plomb.
De plus la populiculture, grâce à la croissance rapide associée à une forte évapotranspiration de ses essences, a souvent été utilisée pour modifier des zones très humides (création de fossés de drainage, rabattage de nappes, pompage pour l’urbanisation). Cette utilisation a laissé l’image d’une culture de peupliers peu respectueuse des milieux dans les esprits. Les documents d’urbanisme stipulent souvent l'interdiction de planter ou replanter du peuplier, et seulement cette essence, « alors que les raisons évoquées (disparition de certaines espèces végétales de milieux ouverts, impact sur la qualité de l’eau des rivières et étangs, modification de l’écosystème initial…) sont les conséquences naturelles de la fermeture du milieu par la présence d’arbres, pas seulement de peuplier ». Les limitations de ce peuplement ne sont justifiées que pour des milieux spécifiques ou des contextes particuliers.
Cette mauvaise réputation concerne aussi le rôle allergène du peuplier. Or, le peuplier mâle produit du pollen en faible quantité qui est peu ou pas allergisant. Le peuplier femelle produit des cotons fructifères peu allergisant mais très visibles et associés à tort au pollen des graminées apparaissant à la même saison, très allergisant mais beaucoup moins visibles.
Par leur consommation d'eau excessive, les peupliers assécheraient les sols. Ces essences hygrophiles ont en effet une « consommation hydrique de luxe » en raison de leur forte densité de stomates (présents sur les deux faces des feuilles) et surtout de la mauvaise régulation de leur transpiration. Si ces espèces sont adaptées à des milieux où la ressource en eau est peu limitante, les études sur une peupleraie entière infirment ce préjugé. L'enracinement superficiel des peupliers, leur indice foliaire moindre, leur phénologie font que « l'évapotranspiration réelle d'une peupleraie de stations humides est inférieure à celle d'une forêt alluviale, et celle d'une peupleraie sur une station bien drainée de plateau resterait encore équivalente, voire inférieure à celle d'une chênaie ».
Les peupleraies, par leur enracinement superficiel, sont accusées de faciliter le travail de sape des berges, leur effondrement, l'encombrement du lit ds rivières par les arbres, source possible d'embâcle. Les études les plus récentes montrent que la majorité des essences de peupliers ne méritent pas ces critiques .
D'anciennes études suggéraient que le peuplier était une des essences les plus
nocives pour la pisciculture, ses feuilles étant accusées d'être à l'origine de la désoxygénation des eaux et de la libération de substances toxiques pour les poissons. Cet impact existe quelle que soit l'essence d'arbre, et uniquement dans le cas d'eau stagnante ou à débit faible.

### Agroforesterie
De nombreuses cultures intercalaires étaient pratiquées et reconnues pour être bénéfiques au développement des peupleraies : plantes sarclées les premières années, maïs, tournesol, haricot. L'hyper spécialisation de la fin du XXe siècle a fait reculer ces pratiques.

### Diversité génétique
Les « peupleraies naturelles » ou « semi-naturelles », constituées d'essences et variétés plus ou moins autochtones existent encore localement, généralement dans des zones humides éloignées des zones agricoles ou à leur périphérie. Elles ont de fait une vocation de conservatoire génétique et du potentiel d'expression de la peupleraie naturelle. Cependant en Europe de l'Ouest, et en France (premier pays européen producteur de peupliers, deuxième mondial après la Chine, la Picardie étant la première région française en termes de superficie et de
volume), les vrais peuplements de peupliers sauvages sont eux-mêmes devenus rares dans une grande partie de leurs régions d'origine, de même qu'en Asie et dans une grande partie de l'Amérique du Nord. Ainsi, par exemple, le peuplier noir autrefois très abondant dans le nord de la France et en Belgique semble avoir presque disparu de départements où il était encore commun il y a quelques décennies.
Là où il est encore localement présent, c'est parfois avec une diversité génétique très appauvrie (suites de clones replantés au XXe siècle). De plus il existe des introgressions génétiques et hybridations spontanées entre peupliers sauvages et introduits et une pollution génétique des populations sauvages à partir des centaines de milliers de clones introduit dans les populicultures, démontrée par exemple pour P. nigra en Belgique par les analyses de paternité faite sur le terrain.
La faune, flore et fonge d'une peupleraie varie considérablement selon l'âge des plantations, la fertilité du site et la gestion du sous-bois.
Une certaine « renaturation » des peupleraies semble cependant possible. Si leur mode de gestion s'y prête, elles voient en effet s'installer dans leur sous-bois et lisières une colonisation spontanée de la strate herbacée par d'autres arbres et buissons ou lianes, ce qui peut faciliter une « conversion » vers d'autres types de boisements. Selon une équipe associant des chercheurs du laboratoire de Foresterie de l'Université de Gand, et de l'institut pour la gestion de la forêt et de la chasse, une peupleraie « "traditionnelles " de peu de valeur écologique, en peuplements plus "naturels" » peut être facilitée par le « développement spontané d'espèces autochtones », notamment si l'on comprend mieux les paramètres qui déterminent cette renaturation. Une étude a porté sur le degré de recolonisation spontané de 175 peupleraies (en Belgique) et a conclu que le développement spontané était « souvent si important qu'il peut être employé comme base de transformation des peuplements. Pour quelques espèces ce développement est déterminé par le paramètre « âge de la forêt », c'est-à-dire la période durant laquelle la station a été conduite en peupleraie » (plus la station est ancienne et proche de la récolte, moins les perturbations dues à l'entretien sont importantes et fréquentes). « L'établissement d'autres espèces peut être employé pour le développement de peuplements mixtes, bien structurés et multifonctionnels, d'une plus grande valeur écologique, récréative et esthétique ».
Quand la fréquence et l'intensité des travaux d'entretien diminuent, des espèces annuelles, généralement pionnières d'abord puis prairiales pérennes ensuite et enfin plus typiquement sylvatiques (ligneux surtout), avec (en Belgique, selon les données disponibles) une phytomasse qui augmente en conséquence (de 250 g à 1 kg par mètre carré, et jusqu'à 2 kg/m2) dans les peupleraies les plus âgées et les moins entretenues. L'étude de peupleraies abandonnées a mis en évidence une importante accumulation de phytomasse près des arbres, avec des espèces (nombre et variété) dépendant des niveaux de perturbation causés par les entretiens successifs passés. Ceci laissent penser que « l'enrichissement de la flore par maturation permet l'apparition d'espèces de milieux plus stables, à durée de vie plus élevée ». (phénomène uniquement observé dans les peupleraies les plus anciennes), et peut-être intéressante en termes de puits de carbone et de résilience écologique.
Le peuplier est l'essence sur laquelle la transgénèse a été la plus testée uniquement en laboratoire, malgré un génome très complexe et grand, qui a aussi été le plus étudié parmi les arbres.
Des peupliers OGM (hybride interspécifique Populus tremula x P. alba, clones femelles de la sous-espèce Cultivar/lignée INRA #717-1B4) ont été créés et sont testés par l'INRA (après autorisation de dissémination) depuis les années 1990, avec l'espoir de produire du bois pauvre en lignine intéressant les papetiers, ou des agro-biocarburants dits de seconde génération, ou qu'il puisse sécréter un insecticide (le Bt), résister à un désherbant sélectif, ou encore pousser en zone aride, surtout en Amérique du Nord. Une expérimentation est conduite en France par l'INRA à Saint-Cyr-en-Val (Loiret)… Ces expériences sont très controversées, notamment pour leurs risques de pollution génétique à la suite de croisements avec des peupliers normaux. L'INRA a demandé et obtenu une première autorisation de prolongation de l'expérience (pour test à échelle industrielle) et une seconde demande pour étudier « les propriétés du bois afin de compléter leur évaluation agronomique et environnementale et d'évaluer leur bois pour une nouvelle utilisation : la production de bioénergie » ,. L’INRA en 2013 a demandé une nouvelle prolongation de son essai en champs. Le Comité économique éthique et social du Haut conseil sur les biotechnologies a rendu un avis négatif, considérant, notamment, que la culture de peupliers GM pour des agrocarburants entrerait en conflit avec les terres agricoles ou la biodiversité. Inf'OGM a décrypté la recommandation du CEES.

## En France
La peupleraie est très développée en France, notamment dans les régions riches en zones humides et au nord de Paris (Picardie, Nord Pas-de-Calais). La culture du peuplier dans les zones alluviales est décrite depuis 1875 : le Peuplier Blanc du Poitou (Populus serotina, hybride entre le peuplier noir européen et le peuplier noir d'Amérique), introduit vers 1850 dans l'arrière pays du Marais poitevin, se substitue progressivement à partir de 1875 aux « Charpes », peupliers noirs spontanés.
Dans toutes les régions, la peupleraie est inégalement répartie selon les cantons et départements.
Ainsi, dans le département du Nord les peupleraies couvraient au début des années 2000 environ 18 000 hectares soit près de deux fois la taille de la plus grande forêt domaniale régionale (Forêt de Mormal), mais avec un taux très variable (près de 0 % dans le Dunkerquois, pour 1,3 % dans le Nord et 0,7 % dans le Pas-de-Calais, selon l'enquête Agreste-SAA, 2002).
La France est le premier pays producteur de peuplier en Europe. Alors qu'il n’excède pas plus de 3 % de la surface forestière feuillue, le peuplier fournit dans ce pays et en moyenne annuelle, plus de 20 % de la production de bois d'œuvre (bois déroulé essentiellement).
Les peupleraies représentaient au début des années 2000 près de 22 Mm3 sur pied et une production annuelle de 2,8 Mm3/an environ.
La récolte de bois d'œuvre est de 2,1 Mm3/an et elle tend à diminuer.
Il resterait donc 800 000 Mm3, en partie utilisée en bois d'industrie,.